# Vaiaku

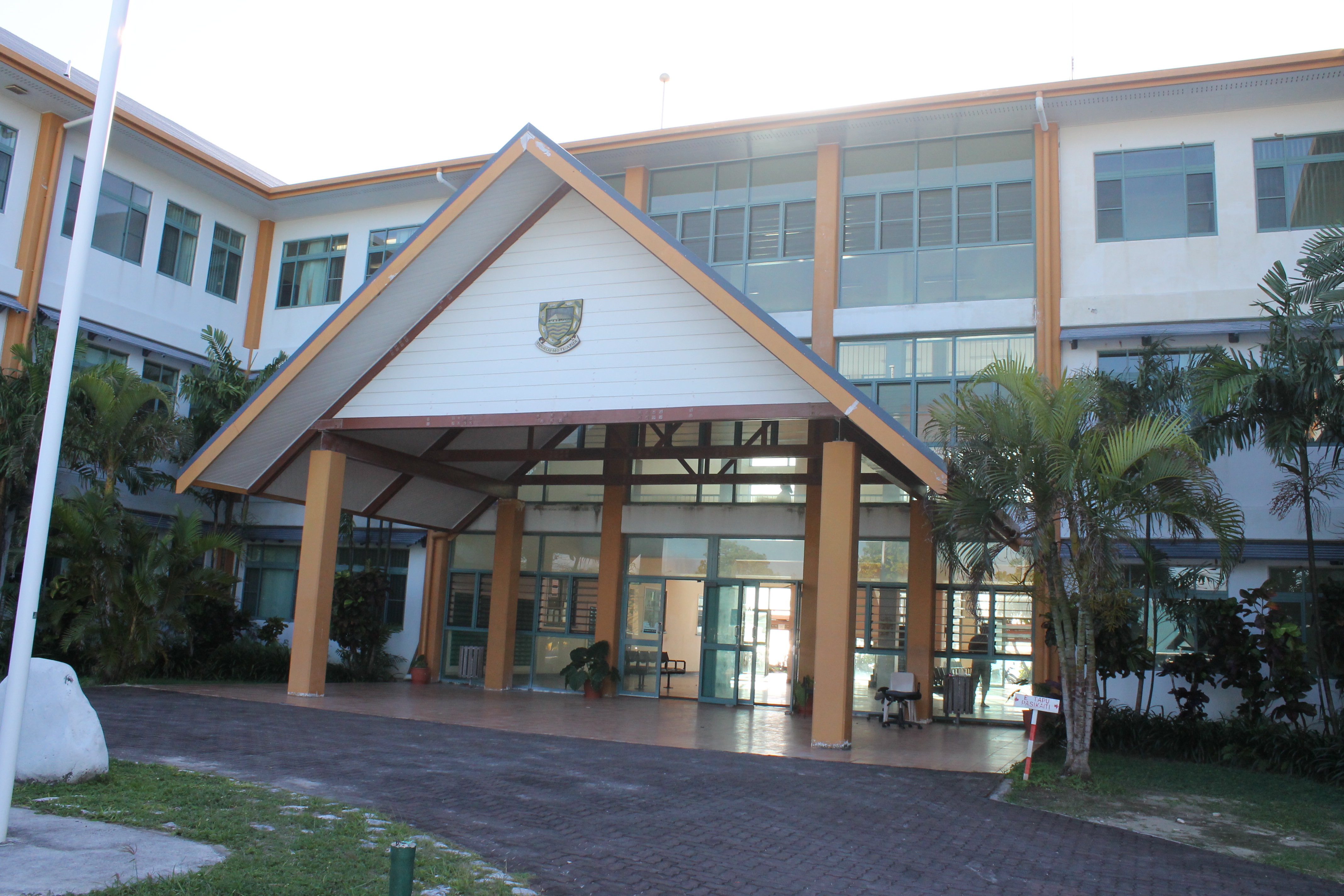
Sede do governo em Vaiaku

Vaiaku é uma vila da ilha de Fongafale em Tuvalu. Está situada na costa meridional da ilha e pertence ao atol Funafuti.